# Bandera de Califòrnia
La bandera de Califòrnia va ser adoptada per la Legislatura de l'Estat de Califòrnia signada pel governador Hiram Johnson l'any 1911. Es compon d'un fons blanc amb una banda vermella a la part inferior, amb un os bru en el seu cor, que s'acompanya amb una estrella de cinc puntes de color vermell a la part superior esquerra i el nom de l'estat com a república en anglès.
La primera versió de la bandera va onejar per primera vegada durant la revolta de 1846 coneguda com la Bear Flag Revolt, la revolta de la bandera de l'os. Durant la crisi de la secessió i la primera part de la Guerra Civil el 1861, els secessionistes del Comtat de Los Angeles i del Comtat de San Bernardino van onejar la Bandera de l'os com el seu estendard de la revolta. L'estat de Califòrnia no tindria una bandera pròpia fins al segle xx.